# Chlorophorus eximius
Chlorophorus eximius là một loài bọ cánh cứng trong họ Cerambycidae.